# Val d'Enza
Le val d'Enza est une vallée italienne parcourue par la rivière Enza dans les Apennins tosco-émiliens et la plaine du Pô en Italie du Nord.

## Géographie

### Situation, topographie
La vallée est formée par le fleuve Enza qui naît aux pieds du mont Palerà en province de Massa-Carrara (Toscane), puis entre en (Émilie-Romagne marquant la limite entre les provinces de Parme et Reggio d'Émilie, ayant chacune sa propre gestion administrative sur la culture, les traditions, le dialecte et l'histoire.

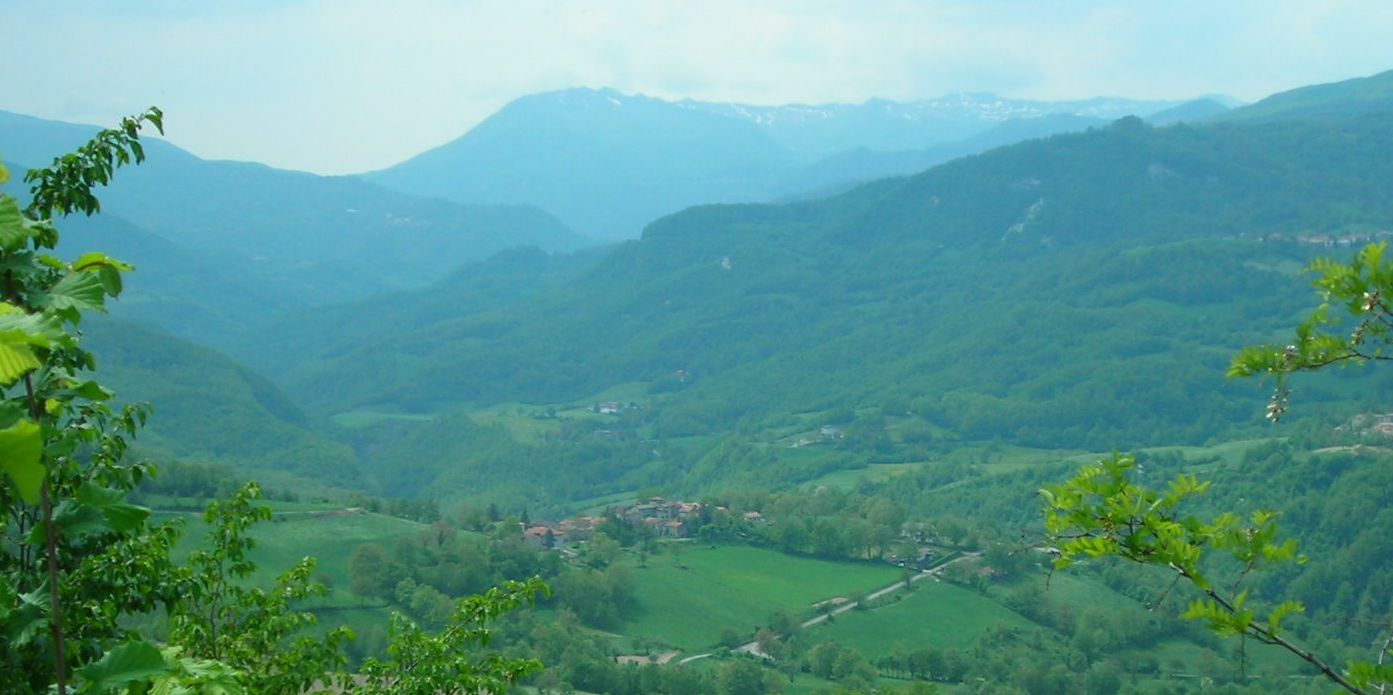
Haut val d'Enza et le tronçon des Apennins.

À 93 km de sa source, le fleuve et la vallée confluent dans le Pô, près de Brescello. La vallée est composée d’un tronçon montagneux et d'un tronçon de plaine, très différents l’un de l’autre.

### Hydrographie
Le lac Paduli est un lac situé dans le parc national de l'Apennin tosco-émilien dans le haut val d'Enza et dans la commune toscane de Comano. Il est constitué d’un bassin en amont d’un barrage sur le fleuve Enza.

### Administration
Les communes concernées sont, à partir du col du Lagastrello, Comano en province de Massa-Carrara, Ramiseto, Vetto, Canossa, San Polo d'Enza, Montecchio Emilia, Sant'Ilario d'Enza, Gattatico et Brescello en province de Reggio d'Émilie, Monchio delle Corti, Palanzano, Neviano degli Arduini, Traversetolo, Montechiarugolo, Parme, Sorbolo et Mezzani en province de Parme.

### Flore et faune
Le haut val d’Enza héberge une faune riche et variée, avec des animaux de grande taille comme le daim, le sanglier et le chevreuil, ainsi que des animaux de très petite taille comme la chauve-souris ou des rapaces et prédateurs comme les mustélidés, l'aigle, la buse, le faucon, des serpents comme la vipère, les canins comme le loup des Apennins. À ceux-ci s’ajoutent des animaux domestiques retournés à la vie sauvage comme la vache, le porc et le cheval.
On y trouve également des animaux aquatiques traditionnels des rivières de montagne comme la truite fario et autres cyprinidés. Certaines périodes de l’années voient apparaître des espèces d'amphibiens comme la grenouille, la rainette, le crapaud et aussi le triton et la salamandre.

## Histoire
Charlemagne fut le premier à utiliser cette zone, peu peuplée jusqu’à lors, pour y établir une série de campements sécurisés et continuellement habités depuis le Moyen Âge, dans cette vallée qui représentait le passage naturel vers la mer ; entre cette zone de richesse et de trafics de tous genres, y compris celui du sel, et la zone de plaine.
La vallée était constellée de positions fortifiées dominant les points de passage. Ces fortifications, étaient imprenables du fait de leur position élevée, et la nature sauvage environnante et la présence permanente d’hommes en armes. Le résultat fut que ces lieux restèrent des zones indépendantes et incontrôlables par les grands empires successifs. À partir de la mort de Mathilde de Canossa, la dernière souveraine locale, les seigneurs du Haut val d'Enza se confédérèrent en un commune militum dénommé vallée des Chevaliers (Valle dei Cavalieri) et autogouvernée jusqu’au XVe siècle.

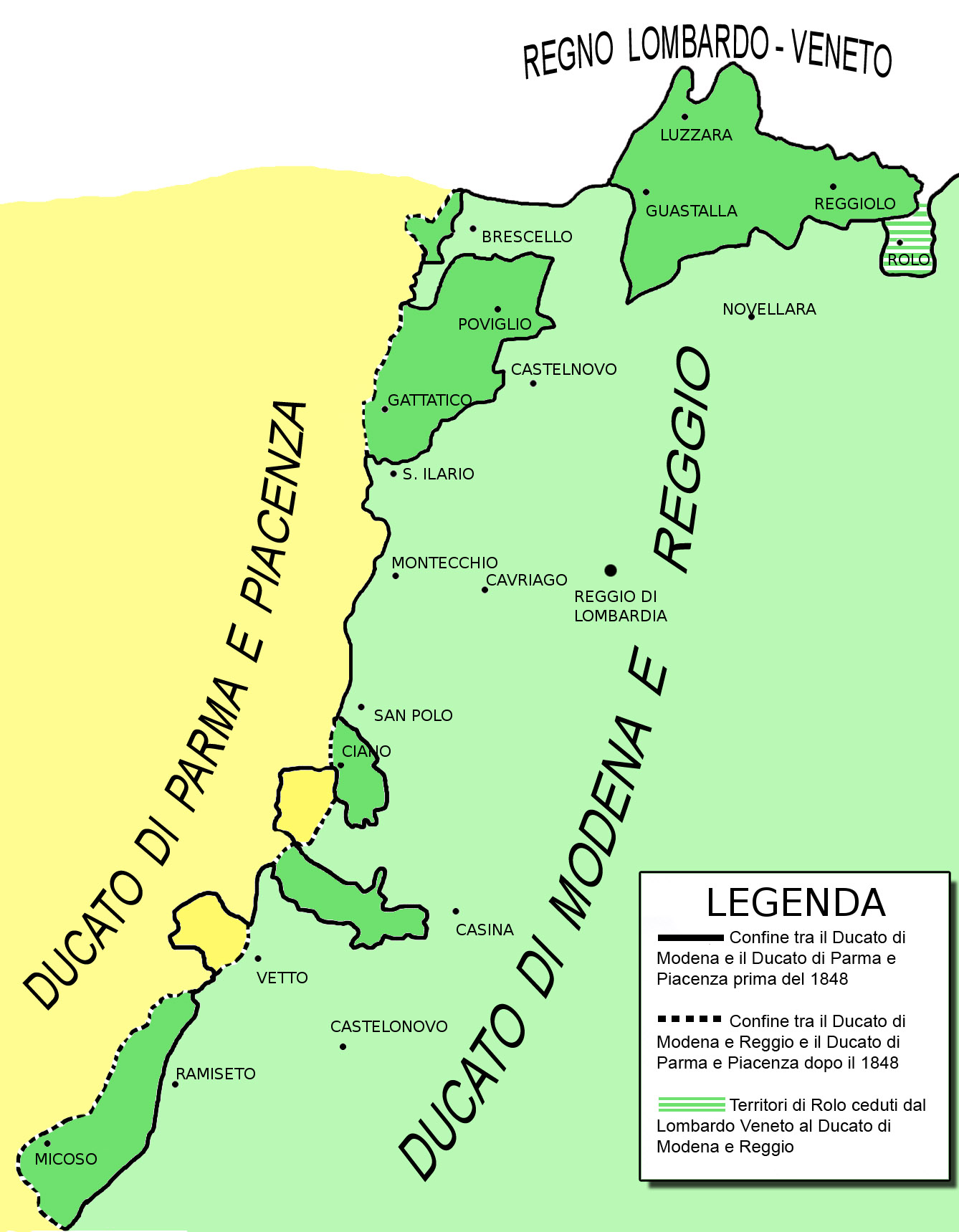
Carte du duché de Modène et de Reggio.

Ensuite le haut val d'Enza fut annexé au duché de Parme et son territoire fut administré par la commune de Vairo. En 1847, en vertu du traité de Florence, les territoires parmesans postés à la droite de l’Enza, comme les localités de Succiso, Cecciola et Miscoso de la commune de Ramiseto, furent annexés au duché de Modène.

## Patrimoine

### Châteaux
Les châteaux d’intérêt architectural et historique sont nombreux et remontent à l’an 1000 environ et ont appartenu à Mathilde de Canossa et autres.
- Château de Canossa
- Château de Rossena
- Château de Montecchio Emilia
- Rocca de Montechiarugolo

### Les forteresses
Un autre genre de rocca typique du val d'Enza est le petit fort construit avec les pierres du fleuve, robuste, avec créneaux, eau du puits et pouvant héberger les hommes et leurs bétails. La rocca avait des murs épais étaient percés de petites fenêtres à barreaux et surmontée d’une tour ; érigée sur les plus hauts reliefs le long des crêtes de la vallée, la vue y était maximum.